# Logògraf (historiador)
|  | Per a altres significats, vegeu «Logògraf (oficial)». |

Logògraf (Logographi) fou el nom aplicat pels grecs als primitius historiadors grecs anteriors a Heròdot, com Ferècides d'Atenes, Hecateu i el qui és considerat el primer logògraf, Cadme de Milet. L'obra d'aquestes persones va suposar un punt d'inflexió en el registre d'esdeveniments passats, fins llavors bàsicament reduït a la mitologia i a la poesia; això no obstant, al començament encara hi havia qui barrejava ambdues formes de veure les coses, i manllevava elements de mitòlegs o de poetes, com fou el cas de Teopomp de Quios i Èfor de Cumes.